# Абдастарт (царь Арвада)

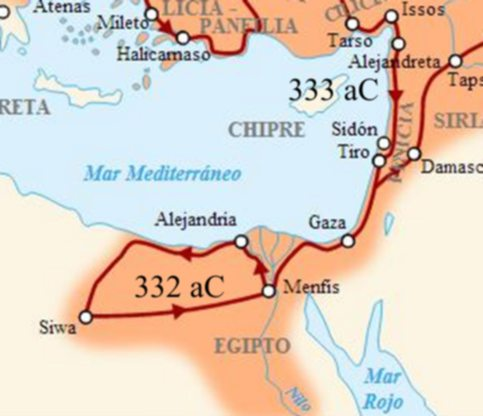
Действия македонской армии в 333—332 годах до н. э.

Абдастарт (Астарит, Стратон; «раб Астарты»; финик. ‘Abd-‘ashtart или финик. , др.-греч. Στράτων) — царь Арвада в 330-х годах до н. э. Последний известный из исторических источников правитель города с царским титулом.

## Биография
Абдастарт известен из трудов античных авторов, писавших о деяниях царя Македонии Александра Великого: Арриана и Квинта Курция Руфа.
Согласно этим источникам, Абдастарт был сыном правителя Арвада Герострата. В то время этот город, также как и вся остальная Финикия, входил в состав Ахеменидской державы. После вторжения македонян в Малую Азию в 334 году до н. э. отец Абдастарта по повелению царя Дария III вместе с арвадскими кораблями присоединился к персидскому флоту, действовавшему в Эгейском и Средиземном морях. Абдастарт же остался управлять Арвадом.
После того как персидская армия была в 333 году до н. э. разгромлена в битве при Иссе и македонское войско вошло в Финикию, Абдастарт направил послов к Александру Великому, объявив тому о своей полной покорности. В знак признания над собой власти нового правителя Азии он отослал македонскому царю золотую корону и другие драгоценные инсигнии царей Арвада. Это помогло Абдастарту сохранить за собой царский титул. Позднее его отец Герострат также смог добиться прощения у македонского царя, и по возвращении в Арвад правил городом совместно с сыном.
После смерти отца Абдастарт стал править Арвадом единолично. Это подтверждается монетами, на которых изображена только монограмма царя Абдастарта.
Неизвестно, сколько продолжалось правление Абдастарта. Он последний царь Арвада, упоминаемый в исторических источниках. Хотя город продолжил существовать и позднее, вероятно, монархическая форма правления здесь была сменена властью олигархии.